# Lithophyllum stephensonii
Lithophyllum  stephensonii M. Lemoine  é o nome botânico  ilegítimo de uma espécie de algas vermelhas pluricelulares do gênero Lithophyllum, família Corallinaceae.
- São algas marinhas encontradas na África do Sul.

## Sinonímia
- Dermatolithon stephensonii  Lemoine, 1971
- Titanoderma stephensonii  (M. Lemoine) Woelkerling, Y.M. Chamberlain & P.C. Silva, 1985